# Iglesia de San Lorenzo (Isavarre)
La iglesia de San Lorenzo de Isavarre es una iglesia románica situada en el pueblo de Isavarre, que forma parte del municipio del Alto Aneu, en la comarca del Pallars Sobirá (Lérida).

## Historia
Documentada en el año 1064 en un convenio entre Ramón V y Artau I, por el que el pueblo pasaba por el condado de Pallars Sobirá, vinculada al monasterio de Santa Maria de Gerri, dominio que se terminó en 1368.

## Arquitectura
De una sola nave cubierta con bóveda de cañón, ampliada con capillas y un campanario de torre. La nave está truncada al levante por un ábside semicircular precedido de un amplio arco presbiteral, ambos cobijados por una sola cubierta con un alero decorado a base de canecillos esculpidos.
El elemento más notable del edificio es la portada, que recuerda a las de las iglesias de San Juan de Isil, Sant Lliser de Alós de Isil y San Martín de Borén, realizadas seguramente por el mismo escultor. Consta de tres arquivoltas extradosadas por un guardapolvo adornado con un lijado y con rosetas dentro de círculos. La segunda y tercera arquivolta también están ornamentadas con rosetas combinadas con piezas cilíndricas. Las arquivoltas se sustentan sobre columnas lisas que terminan en capiteles esculpidos con rostros humanos y con dos pájaros enfrentados.
La iglesia estaba decorada con pinturas murales románicas repartidas en la actualidad entre el Museo Nacional de Arte de Cataluña (Barcelona), el Museo Diocesano de Urgel (Seo de Urgel) y el Toledo Museum of Art (Ohio, Estados Unidos).